# Campeonato Brasileiro Série C 1992
Il Campeonato Brasileiro Série C 1992 è stata la 4ª edizione del Campeonato Brasileiro Série C.

## Prima fase

### Gruppo 1
| Pos. | Squadra          | Pt | G | V | N | P | GF | GS | DR |
| ---- | ---------------- | -- | - | - | - | - | -- | -- | -- |
| 1    | Nacional-AM      | 12 | 8 | 5 | 2 | 1 | 8  | 2  | +6 |
| 2    | Rio Negro        | 9  | 8 | 3 | 3 | 2 | 9  | 6  | +3 |
| 3    | Macapá           | 8  | 8 | 1 | 6 | 1 | 7  | 7  | 0  |
| 4    | Atlético Acreano | 6  | 8 | 1 | 4 | 3 | 4  | 5  | -1 |
| 5    | Ji-Paraná        | 5  | 8 | 2 | 1 | 5 | 5  | 13 | -8 |

### Gruppo 2
| Pos. | Squadra        | Pt | G | V | N | P | GF | GS | DR |
| ---- | -------------- | -- | - | - | - | - | -- | -- | -- |
| 1    | Tuna Luso      | 14 | 8 | 6 | 2 | 0 | 11 | 2  | +9 |
| 2    | Moto Club      | 10 | 8 | 4 | 2 | 2 | 8  | 6  | +2 |
| 3    | Sampaio Corrêa | 6  | 8 | 1 | 4 | 3 | 5  | 9  | -4 |
| 4    | Izabelense     | 5  | 8 | 1 | 3 | 4 | 11 | 14 | -3 |
| 5    | Flamengo-PI    | 5  | 8 | 1 | 3 | 4 | 5  | 9  | -4 |

### Gruppo 3
| Pos. | Squadra         | Pt | G | V | N | P | GF | GS | DR |
| ---- | --------------- | -- | - | - | - | - | -- | -- | -- |
| 1    | Auto Esporte-PB | 11 | 8 | 4 | 3 | 1 | 12 | 6  | +6 |
| 2    | CRB             | 10 | 8 | 4 | 2 | 2 | 11 | 7  | +4 |
| 3    | Vitória-PE      | 9  | 8 | 3 | 3 | 2 | 11 | 10 | +1 |
| 4    | Ferroviário-CE  | 7  | 8 | 3 | 1 | 4 | 12 | 14 | -2 |
| 5    | Treze           | 3  | 8 | 0 | 3 | 5 | 8  | 17 | -9 |

### Gruppo 4
| Pos. | Squadra             | Pt | G | V | N | P | GF | GS | DR |
| ---- | ------------------- | -- | - | - | - | - | -- | -- | -- |
| 1    | Fluminense de Feira | 9  | 6 | 3 | 3 | 0 | 13 | 5  | +8 |
| 2    | Catuense            | 7  | 6 | 2 | 3 | 1 | 4  | 4  | 0  |
| 3    | ASA                 | 5  | 6 | 1 | 3 | 2 | 4  | 5  | -1 |
| 4    | Sergipe             | 3  | 6 | 0 | 3 | 3 | 4  | 11 | -7 |

### Gruppo 5
| Pos. | Squadra         | Pt | G | V | N | P | GF | GS | DR |
| ---- | --------------- | -- | - | - | - | - | -- | -- | -- |
| 1    | Rio Pardo       | 8  | 6 | 2 | 4 | 0 | 6  | 3  | +3 |
| 2    | Atl. Goianiense | 7  | 6 | 2 | 3 | 1 | 6  | 3  | +3 |
| 3    | Guará           | 7  | 6 | 2 | 3 | 1 | 4  | 3  | +1 |
| 4    | Tiradentes-DF   | 2  | 6 | 1 | 0 | 5 | 2  | 9  | -7 |

### Gruppo 6
| Pos. | Squadra       | Pt | G | V | N | P | GF | GS | DR |
| ---- | ------------- | -- | - | - | - | - | -- | -- | -- |
| 1    | Matsubara     | 9  | 6 | 4 | 1 | 1 | 12 | 7  | +5 |
| 2    | São Bento     | 7  | 6 | 3 | 1 | 2 | 7  | 8  | -1 |
| 3    | Marília       | 4  | 6 | 2 | 0 | 4 | 6  | 8  | -2 |
| 4    | Rio Branco-MG | 4  | 6 | 2 | 0 | 4 | 5  | 7  | -2 |

### Gruppo 7
| Pos. | Squadra        | Pt | G | V | N | P | GF | GS | DR |
| ---- | -------------- | -- | - | - | - | - | -- | -- | -- |
| 1    | Operário-PR    | 9  | 6 | 4 | 1 | 1 | 11 | 4  | +7 |
| 2    | Grêmio Maringá | 7  | 6 | 3 | 1 | 2 | 5  | 5  | 0  |
| 3    | Chapecoense    | 7  | 6 | 3 | 1 | 2 | 9  | 8  | +1 |
| 4    | Blumenau       | 1  | 6 | 0 | 1 | 5 | 1  | 9  | -8 |

## Seconda fase

### Gruppo A
| Pos. | Squadra         | Pt | G | V | N | P | GF | GS | DR |
| ---- | --------------- | -- | - | - | - | - | -- | -- | -- |
| 1    | Tuna Luso       | 6  | 4 | 2 | 2 | 0 | 3  | 1  | +2 |
| 2    | Nacional-AM     | 5  | 4 | 1 | 2 | 1 | 4  | 2  | +2 |
| 3    | Auto Esporte-PB | 2  | 4 | 1 | 0 | 3 | 1  | 5  | -4 |

### Gruppo B
|  | Semifinali          | Semifinali          | Semifinali | Semifinali | Semifinali |  |  | Finale              | Finale              | Finale | Finale | Finale |  |
|  |                     |                     |            |            |            |  |  |                     |                     |        |        |        |  |
|  | Operário-PR         | Operário-PR         | 2          | 0          | 2          |  |  |                     |                     |        |        |        |  |
|  | Matsubara           | Matsubara           | 2          | 2          | 4          |  |  | Matsubara           | Matsubara           | 0      | 2      | 2      |  |
|  | Fluminense de Feira | Fluminense de Feira | 1          | 0          | 1          |  |  | Fluminense de Feira | Fluminense de Feira | 1      | 2      | 3      |  |
|  | Rio Pardo           | Rio Pardo           | 0          | 1          | 1          |  |  |                     |                     |        |        |        |  |

## Finali
| Squadra 1           | Totale | Squadra 2 | Andata | Ritorno |
| ------------------- | ------ | --------- | ------ | ------- |
| Fluminense de Feira | 3 - 3  | Tuna Luso | 2 - 0  | 1 - 3   |